# Polisen som vägrade svara (roman)
Polisen som vägrade svara är en roman skriven av Gösta Unefäldt och Valter Unefäldt som utkom första gången 1979.
Polisen som vägrade svara var Gösta Unefäldts debutroman inom kategorin deckare och fick samma år Expressens Sherlock-pris. 1982 dramatiserades boken i TV-serien Polisen som vägrade svara med bland andra Per Oscarsson och Stefan Ljungqvist i rollerna.
Gösta Unefäldt skrev större delen av boken, brodern Valter bara några få kapitel. Gösta Unefäldt fortsatte sedan med att på egen hand skriva en lång rad kriminalromaner om samma poliskollektiv som i denna bok.

## Handling
Tre män kommer in på SE-bankens kontor i Strömstad. Några minuter senare är banken ockuperad och tre personer tas som gisslan: Bankdirektören, en kamrer och en kassörska. De släpper gisslan om polisen ordnar fram en mycket stor summa pengar. Men polisledningen i Strömstad bemöter rånarnas krav med total tystnad. Alla bankens telefoner kopplas istället till en automatisk telefonsvarare som uppmanar rånarna att ge sig. Polismannen Evald Larsson försöker dock lösa situationen på egen hand.